# Paulie Litt
Paulie Litt (naciod como Paul Litowsky,  Nueva Jersey, 17 de abril de 1995)  es un actor de televisión y cine estadounidense. 
Acreditado algunas veces como Paul Litowsky o Paulie Litt, es conocido principalmente por su participación en el film de Speed Racer en 2008. Actuando al lado de grandes actores dentro de esta misma película como Emile Hirsch y Christina Ricci, entre algunos otros más. 
Saltó a la fama por actuaciones como él mismo, en algunos episodios de televisión como Late Night with Conan O'Brien y Live with Regis and Kathie Lee. Y además apareciendo también en series de TV en varias ocasiones. En 2006, fue nominado a los Young Artist Awards por su participación en la serie cómica Hope & Faith durante 2003 hasta 2006.

## Filmografía
| Año  | Film                                                              | Rol            | Notas          |
| ---- | ----------------------------------------------------------------- | -------------- | -------------- |
| 2004 | Eternal Sunshine of the Spotless Mind                             | Young Bully    |                |
| 2004 | Una chica de Jersey                                               | Bryan          |                |
| 2008 | Speed Racer                                                       | Spritle        |                |
| 2008 | Speed Racer: Wonderful World of Racing - The Amazing Racer Family | Spritle Racer  |                |
| 2008 | Speed Racer Crucible Challenge DVD Game                           | Spritle        |                |
| 2008 | La duda                                                           | Tommy Conroy   |                |
| 2011 | The Nice Song                                                     | John (Rumored) | Pre-Production |

## Televisión
| Año         | Título                                | Role             | Notas                                         |
| ----------- | ------------------------------------- | ---------------- | --------------------------------------------- |
| 2002        | Third Watch                           | Boy One          | (1 episodios)                                 |
| 2003 - 2006 | Hope & Faith                          | Justin Shanowski | (52 episodios) Nominado - Young Artist Awards |
| 2004        | Live with Regis and Kathie Lee        | Himself          | (1 episodio)                                  |
| 2004        | Late Night with Conan O'Brien         | Himself          | (1 episodio)                                  |
| 2007        | Wizards of Waverly Place              | Joey             | (2 episodio)                                  |
| 2009        | The League                            | The Oracle       | (1 episodio)                                  |
| 2009        | Family Dynamic: Creating Hope & Faith | El Mismo         |                                               |